# Ceramaster bowersi
Ceramaster bowersi är en sjöstjärneart som först beskrevs av Fisher 1906.  Ceramaster bowersi ingår i släktet Ceramaster och familjen ledsjöstjärnor. Inga underarter finns listade i Catalogue of Life.